# Marian Spoida
Marian Spoida (Poznań, 4 januari 1901 – Katyn, 16 april 1940) was een Pools voetballer en onderluitenant in de Poolse krijgsmacht. In 1940 werd Spoida door de NKVD vermoord bij het bloedbad van Katyn.
Spoida speelde 14 wedstrijden voor het Pools voetbalelftal. Hij debuteerde op 3 september 1922 in een wedstrijd tegen Roemenië. Hij maakte tevens deel uit van de Poolse selectie voor de Olympische Zomerspelen 1924, waar Polen na een 5-0 nederlaag tegen Hongarije al na de eerste ronde uitgeschakeld was.

## Externe link

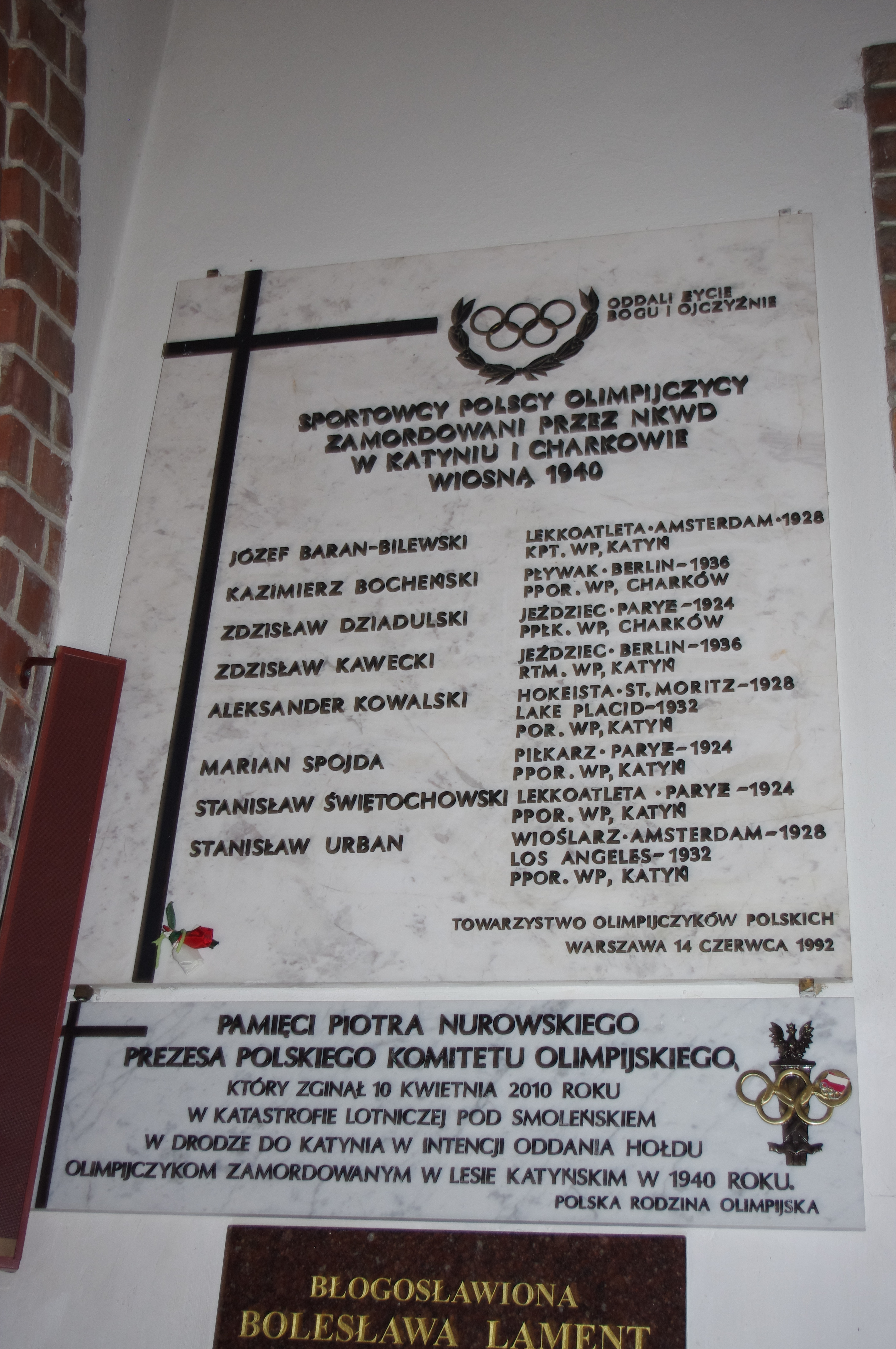
Gedenksteen uit 1992 voor de Poolse olympiërs die werden vermoord door de NKVD.